# اقبال محمدی
اقبال محمدی (زادهٔ ۱۳۴۲ در سروآباد) نمایندهٔ حوزهٔ انتخابیهٔ مریوان و سروآباد در دورهٔ هشتم و کاندیدای رد صلاحیت شده  دوره های نهم ، دهم و یازدههم مجلس شورای اسلامی بوده‌است. ایشان از اعضای ثابت قدم و دلسوز در عرصه سیاسی از سال ۷۶ تا اکنون بوده است.